# Lodève
Lodève è un comune francese di 7 596 abitanti situato nel dipartimento dell'Hérault nella regione dell'Occitania, sede di sottoprefettura.

## Società

### Evoluzione demografica
Abitanti censiti